# Zarrīn Qabā
Zarrīn Qabā (persiska: زرین قبا) är en ort i Iran.   Den ligger i provinsen Östazarbaijan, i den nordvästra delen av landet, 400 km nordväst om huvudstaden Teheran. Zarrīn Qabā ligger 1 917 meter över havet och antalet invånare är 438.
Terrängen runt Zarrīn Qabā är kuperad åt nordväst, men åt sydost är den platt. Terrängen runt Zarrīn Qabā sluttar söderut. Runt Zarrīn Qabā är det ganska glesbefolkat, med 40 invånare per kvadratkilometer. Närmaste större samhälle är Ānāqīz, 14,6 km nordost om Zarrīn Qabā. Trakten runt Zarrīn Qabā består i huvudsak av gräsmarker.